# Gradiško jezero
Gradiško jezero umjetno je jezero kod  sela Gradišče u općini Lukovica.
Jezero je nastalo kao akumulacija pregrađivanjem potoka Drtijščica, koji štiti autocestu Ljubljana-Maribor od bujičnih voda. Oko jezera vodi makadamska staza u dužini od 4200 m, kojoj vozilima mogu pristupiti samo vlasnici okolnih šuma. Promet motornim vozilima zabranjen je za ostale sudionike i zatvoren je prometnim preprekama, što čini stazu idealnim šetalištem. Uz jezero vijuga dio Rokovnjaške planinarske staze koja se proteže po vrhovima okolnih brežuljaka i duga je ukupno 60 km. Pristup jezeru moguć je iz pravca Lukovice ili iz Moravča.
Osim šetača jezero često posjećuju ribiči, a na jugozapadnom kraju jezera nalazi se mrijestilište riba. Jugoistočno od jezera nalaze se ostaci dvorca Rožek.

## Događaji
Turistička zajednica Gradišče pri Lukovici od 2006. godine organizira tradicionalnu utrku Gradiški tek oko Gradiškog jezera. Trči se na nekoliko različitih udaljenosti, a postoje kategorije za odrasle i djecu.
Od 2015. godine svake godine početkom lipnja na Gradiškom jezeru održava se jedriličarska regata s jedrilicama tipa Mini 12. Regatu organizira Jedriličarski klub Adama Ravbara koji također redovito organizira regate u Dalmaciji i na Bohinjskom jezeru.